# Guetta Blaster
Guetta Blaster från 2004 är David Guettas andra musikalbum. Låtarna är ett samarbete mellan Guetta och Joachim Garraud, och de flesta låtar sjungs av Chris Willis.

## Låtlista
1. "Money (Radio Edit)" (3.06) (feat. Moné)
2. "Stay" (3.30)
3. "The World Is Mine" (3.38) (feat. JD Davis)
4. "Used To Be The One" (4.06)
5. "Time" (4.07)
6. "Open Your Eyes" (4.16) (feat. Stereo MC's)
7. "ACDC" (4.02)
8. "In Love With Myself" (4.27)
9. "Higher" (3.43)
10. "Movement Girl" (4.02) (feat. James Perry)
11. "Get Up" (3.03)
12. "Last Train" (3.05)